# Nadine Sierra
Nadine Sierra (14 de mayo de 1988) es una soprano estadounidense.

## Biografía
Nació en Fort Lauderdale, Florida, en 1988. Asistió a la Alexander W. Dreyfoos School of the Arts en West Palm Beach, Florida y se formó en el Mannes College of Music y la Music Academy of the West, de Marilyn Horne, donde fue la estudiante más joven en recibir el Premio Marilyn Horne. Se convirtió en un artista joven con la Palm Beach Opera cuando tenía 14 años e hizo su estreno operístico dos años más tarde en Hansel y Gretel de Engelbert Humperdinck. Ella también apareció en el programa de la radio pública nacional cuando tenía 15 años interpretando O mio babbino caro de Gianni Schicchi.
Apareció en el Tribunal Supremo de los Estados Unidos en mayo de 2009, donde cantó como solista y con Thomas Hampson en las Cámaras de Justicia.
Ella tuvo su concierto de debut en Helsinki en 2009. En octubre de 2009 cantó en el Marilyn Horne Crucero Mediterráneo que recorrió Italia, Croacia, Turquía y Grecia. En marzo de 2010 cantó en la Musashino Academia Musicae, Tokio, Japón.
En enero de 2011 regresó a la Palm Beach Opera con Orfeo y Eurídice en el papel protagónico. En mayo del mismo año apareció como Titania en la escenificación de la Boston Lyric Opera de El sueño de una noche de verano y también en Heart of a Soldier de Christopher Theofanidis. En enero de 2012 apareció como Gilda en Rigoletto en la Florida Grand Opera, papel en que apareció también en 2013 al Teatro de San Carlos de Napoli, en Metropolitan Opera House en 2015 y en enero de 2016 a La Scala de Milán con Leo Nucci.
Cantó en el Concierto de Año Nuevo 2016 en La Fenice de Venecia con Stefano Secco, y en el Concierto de Año Nuevo 2017 en el Teatro Massimo de Palermo.

## Premios
- Palm Beach Opera Vocal Competition, 2007
- Metropolitan Opera National Council Auditions, 2009[5]
- Florida Grand Opera Competition, Primero Premio juvenil, Miami, 2009[6]
- Gerda Lissner Foundation Competition, Primero premio, New York City, 2010[7]
- Neue Stimmen, Primero premio del Jurado popular, Gütersloh, 2013[8]
- Concurso Montserrat Caballé (Zaragoza, 2017), Primer premio.